# ブラッド・ミラー
ブラッド・ミラー（Bradley Alan Miller 1976年4月12日 - ）は、アメリカ合衆国・インディアナ州ケンダルビル出身の元プロバスケットボール選手。NBAの6チームでプレー、NBAオールスターゲームに2度出場している。ポジションはセンター、パワーフォワード。

## 経歴
インディアナ州ウェストラファイエットにあるパデュー大学に進学し、ジーン・キーディヘッドコーチの下でプレーした。1年次にチームはビッグ・テン・カンファレンスで優勝、NCAAトーナメント2回戦まで進出した。ミラーは平均6.5得点、5.4リバウンドをあげた。2年次には平均9.6得点、5.5リバウンドと成績を向上させ、カンファレンス優勝を果たし、NCAAトーナメント2回戦まで進出した。3年次は平均14.3得点、8.3リバウンドと飛躍的に成績を向上させた。ミラーとブライアン・カーディナルに率いられたチームはカンファレンスで2位、NCAAトーナメントでも2回戦に進出した。この年パデュー大学のセンターとしては初めてチームのアシスト王になった。4年次には平均17.2得点、8.8リバウンドをあげた。チームはNCAAトーナメントで第2シードを獲得、ベスト16でトーナメントを終えた。デラウェア大学戦では6スティールをあげ、トーナメントにおける大学新記録を作った。
1998年のNBAドラフトの指名を受けることが出来ず、セリエA（イタリア）のバスケット・リヴォルノと契約。16試合に出場したのち、1998-99シーズン途中にシャーロット・ホーネッツ（現ニューオーリンズ・ペリカンズ）と契約した。以後、控え選手としてローテーション入りを果たし、38試合に出場し、平均6.3得点、3.1リバウンドを記録している。
大学時代のミラーは、同大学でわずか5人（ミラーの他にジョー・バリー・キャロル、テリー・ディッシンガー、ウォルター・ジョーダン、ロビー・ヒューメル）しか達成していない1500得点、800リバウンド、250アシストをマークした1人となった。
NBA2年目の1999-2000シーズンもホーネッツの一員としてプレーし、55試合に出場。初先発も経験するなど、成績を上昇させた。シーズン終了後にフリーエージェントとなり、シカゴ・ブルズと契約を結んだ。主にチームのスターティングセンターとしてプレーし57試合に出場（47試合で先発）した。
2002年1月のロサンゼルス・レイカーズ戦ではシャキール・オニールに激しいファウルを行い、立ち去ろうとした際、オニールに後ろから首根っこをつかまれている。しかし、実際にオニールにファウルをしたのはチャールズ・オークリーだった。
2002年2月、ロン・マーサー、ロン・アーテスト（現：メッタ・ワールド・ピース）、ケビン・オリーとともにジェイレン・ローズ、トラビス・ベスト、ノーマン・リチャードソン、ドラフト2巡指名権との大型トレードにより、インディアナ・ペイサーズへ移籍した。入団直後からインサイドの中心となった。この年はデビュー以後初めてプレイオフを経験したが、ペイサーズは1回戦で敗れた（翌年も同様に1回戦敗退）。
2002-03シーズンには、NBAオールスターゲームに初出場した。オフシーズンに、ペイサーズ、サクラメント・キングス、ブルズの3チームで起きたトレードにより、キングスに移籍した。この年は平均得点とリバウンドでダブル・ダブルを記録した。キングス移籍後は毎年のように安定した好成績を残し、インサイドの要として活躍した。

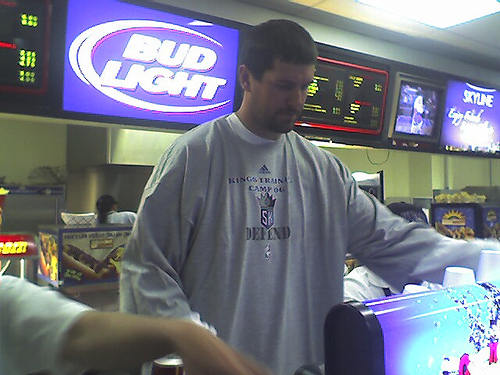
2006年のミラー

2003-2004シーズンには、自己ベストの平均15.6得点をあげて、2年連続となるオールスター出場を果たした。2005-2006シーズン半ばには1981年にサム・レイシーが達成して以来ひさびさとなる得点、アシストのダブルダブルを達成したセンターとなった。キングスでは5シーズン半プレーした。
2009年2月18日、ジョン・サーモンズと共に、ドリュー・グッデン、アンドレス・ノシオーニ、セドリック・シモンズとの交換でシカゴ・ブルズに移籍した。若手の多いブルズで、ベテランとしての存在感を見せた彼は、キングス時代2シーズン遠ざかっていたプレーオフ出場を果たした。ボストン・セルティックスとのプレーオフ1回戦でレイジョン・ロンドのファウルを受けたミラーは、決勝点となるフリースローを外した。オーバータイムまでもつれた第6戦では23得点、10リバウンドのダブルダブルをマークした。
2010年7月17日、ヒューストン・ロケッツと3年1500万ドルの契約を結んだ。同年11月12日の試合では先発し、23得点、8リバウンド、5アシストをマークした。12月3日にはシーズンハイの23得点をあげた。
2011年5月に左膝のマイクロフラクチャー手術を受けたミラーは、6月の2011年のNBAドラフトの際、ドナタス・モティエユーナスの交渉権、ジョニー・フリンとのトレードでミネソタ・ティンバーウルブズへ放出された。2012年1月12日にウルブズのチーム練習に初参加、1月29日の試合でそのシーズン初出場した 。
2012年7月27日、3チームがからんだトレードで、フェニックス・サンズに移籍したが、同年8月15日に解雇され、その後引退を表明した。

## アメリカ代表
ミラーは1998年バスケットボール世界選手権でその年ロックアウトのためNBA選手が派遣されなかったときのアメリカ代表となり、ルディ・トムジャノビッチヘッドコーチの下で銅メダルを獲得した。また日本で行われた、2006年バスケットボール世界選手権でも再びアメリカ代表になり、レブロン・ジェームズ、カーメロ・アンソニー、ドワイト・ハワードらとともにマイク・シャシェフスキーヘッドコーチの下でプレーした。チームは準決勝でギリシャに敗れ、3位決定戦でアルゼンチンを破り銅メダルを獲得した。プレトーナメントでアメリカはミラーのようなシュート力のあるビッグマンを必要としていたが、彼はトーナメントでほとんどプレイタイムを与えられずに終わった。彼は準決勝では全く出場できなかった。
9試合中出場したのはわずか4試合、出場した1試合あたり12.5分に出場、5.3得点、3.8リバウンドだった。（世界選手権はNBAの48分と違い1試合40分）

## プレースタイル
身長211cmと、NBAの中でも大柄なミラーだが、正確無比なジャンプショットを武器としている。フリースローもキャリア平均約8割を誇る。また、パスセンスのよさで、センターの選手の中ではかなりアシストが多いプレイヤーでもある（キャリア平均は2.8アシストだが、2005-06シーズンはガードの選手並みの4.7アシストを記録した）。ブロックが少なかったりと、ディフェンス面が弱いとの指摘も受ける。しかし、ビッグマンとしてはシュートが上手く、外郭からも攻撃できる貴重な選手であるため、チームに少なからず貢献する。

## NBA個人成績

### レギュラーシーズン
| シーズン     | チーム       | GP  | GS  | MPG  | FG%  | 3P%  | FT%  | RPG  | APG | SPG | BPG | PPG  |
| ------------ | ------------ | --- | --- | ---- | ---- | ---- | ---- | ---- | --- | --- | --- | ---- |
| 1998–99      | CHA          | 38  | 0   | 12.3 | .565 | .500 | .794 | 3.1  | .6  | .2  | .5  | 6.3  |
| 1999–00      | CHA          | 55  | 4   | 17.5 | .461 | .000 | .785 | 5.3  | .8  | .4  | .6  | 7.7  |
| 2000–01      | CHI          | 57  | 45  | 25.2 | .435 | .200 | .743 | 7.4  | 1.9 | .6  | .7  | 8.9  |
| 2001–02      | CHI          | 48  | 47  | 29.0 | .460 | .500 | .751 | 8.4  | 2.1 | 1.1 | .6  | 12.7 |
| 2001–02      | IND          | 28  | 28  | 31.1 | .562 | .333 | .823 | 7.9  | 1.8 | .9  | .4  | 15.1 |
| 2002–03      | IND          | 73  | 72  | 31.1 | .493 | .313 | .818 | 8.3  | 2.6 | .9  | .6  | 13.1 |
| 2003–04      | SAC          | 72  | 53  | 36.4 | .510 | .316 | .778 | 10.3 | 4.3 | .9  | 1.2 | 14.1 |
| 2004–05      | SAC          | 56  | 56  | 37.3 | .524 | .263 | .812 | 9.3  | 3.9 | 1.2 | 1.2 | 15.6 |
| 2005–06      | SAC          | 79  | 79  | 37.0 | .495 | .386 | .828 | 7.8  | 4.7 | .8  | .8  | 15.0 |
| 2006–07      | SAC          | 63  | 56  | 28.3 | .453 | .152 | .772 | 6.4  | 3.6 | .6  | .6  | 9.0  |
| 2007–08      | SAC          | 72  | 72  | 34.9 | .463 | .311 | .848 | 9.5  | 3.7 | 1.0 | 1.0 | 13.4 |
| 2008–09      | SAC          | 43  | 43  | 31.5 | .474 | .465 | .801 | 8.0  | 3.4 | .7  | .6  | 11.9 |
| 2008–09      | CHI          | 27  | 0   | 27.6 | .478 | .231 | .853 | 7.4  | 3.2 | .8  | .4  | 11.8 |
| 2009–10      | CHI          | 82  | 37  | 23.8 | .430 | .280 | .827 | 4.9  | 1.9 | .5  | .4  | 8.8  |
| 2010–11      | HOU          | 60  | 5   | 16.9 | .446 | .374 | .830 | 3.7  | 2.4 | .5  | .4  | 6.4  |
| 2011–12      | MIN          | 15  | 1   | 9.7  | .333 | .467 | .833 | 1.3  | 1.6 | .3  | .1  | 2.3  |
| 通算         | 通算         | 868 | 598 | 28.3 | .480 | .330 | .804 | 7.1  | 2.8 | .7  | .7  | 11.2 |
| オールスター | オールスター | 2   | 0   | 13.5 | .667 | .000 | .500 | 4.5  | 1.5 | .0  | .0  | 6.5  |

### プレーオフ
| シーズン | チーム | GP | GS | MPG  | FG%  | 3P%  | FT%   | RPG | APG | SPG | BPG | PPG  |
| -------- | ------ | -- | -- | ---- | ---- | ---- | ----- | --- | --- | --- | --- | ---- |
| 2000     | CHA    | 4  | 0  | 15.5 | .529 | .000 | .800  | 3.3 | .8  | .0  | .8  | 7.5  |
| 2002     | IND    | 5  | 5  | 36.0 | .455 | .000 | .800  | 9.8 | 1.4 | .8  | .4  | 11.2 |
| 2003     | IND    | 6  | 6  | 22.5 | .450 | .000 | .727  | 5.5 | 2.5 | .8  | .0  | 8.7  |
| 2004     | SAC    | 12 | 0  | 30.5 | .527 | .143 | .604  | 8.7 | 3.2 | .8  | .9  | 10.5 |
| 2005     | SAC    | 5  | 4  | 27.8 | .575 | .000 | .714  | 3.8 | 3.2 | .2  | .6  | 11.2 |
| 2006     | SAC    | 6  | 6  | 27.7 | .404 | .143 | .923  | 3.0 | 2.5 | 1.2 | .8  | 9.2  |
| 2009     | CHI    | 7  | 0  | 26.6 | .471 | .714 | .792  | 7.9 | 1.3 | .3  | .9  | 10.3 |
| 2010     | CHI    | 5  | 0  | 18.6 | .370 | .000 | 1.000 | 3.6 | .8  | .0  | .2  | 5.4  |
| 通算     | 通算   | 50 | 21 | 26.6 | .478 | .259 | .742  | 6.2 | 2.1 | .6  | .6  | 9.5  |